# Acoustic (álbum de Britt Nicole)
Acoustic es el primer EP de la cantante pop  Britt Nicole. Se incluye cinco versiones acústicas de éxitos anteriores y una canción nueva titulada "Found By You", coescrito por Brandon Heath. Debutó en el # 22 en los Billboard, que hasta el momento es la segunda canción más popular de Britt Nicole después de Believe.

## Lista de canciones
| Canción            | Productor (es)          | Álbum recopilatorio |
| ------------------ | ----------------------- | ------------------- |
| Hanging On         | Britt Nicole            | The Lost Get Found  |
| Headphones         | Adam Smith Britt Nicole | The Lost Get Found  |
| Walk On The Water  | Ben Glover              | Say it              |
| The Lost Get Found | Adam Smith              | The Lost Get Found  |
| Found By You       | Britt Nicole            | Acústico            |

## Tablas
Álbum
| Tabla (2010)         | Posición |
| -------------------- | -------- |
| Hot Christian Albums | 22       |